# نیزبی
نیزبی (به انگلیسی: Naseby) یک روستا و محله مدنی در بریتانیا است که در Daventry واقع شده‌است. نیزبی ۶۸۷ نفر جمعیت دارد.